# 第九号海防艦
第九号海防艦（だいきゅうごうかいぼうかん）は、日本海軍の海防艦。第一号型海防艦（丙型）の5番艦。戦争末期、輸送船団を護衛中に撃沈された。

## 艦歴

### 計画-竣工-練成
マル戦計画の海防艦丙、第2401号艦型の5番艦、仮称艦名第2405号艦として計画。1943年10月15日、三菱重工業神戸造船所で建造番号713番船として仮称艦名第2406号艦と同日に起工。12月22日、第九号海防艦と命名されて第一号型海防艦の5番艦に定められ、本籍を舞鶴鎮守府と仮定。
1944年1月15日、第11号海防艦と同日に進水。2月14日、艤装員事務所が神戸三菱造船所内で事務を開始。3月10日竣工し、艤装員事務所を撤去。本籍を舞鶴鎮守府に、役務を舞鶴鎮守府警備海防艦にそれぞれ定められ、呉防備戦隊に編入。基礎術力練成教育に従事。

### 1944年 第一海上護衛隊/第一護衛艦隊
1944年3月28日、海上護衛総司令部第一海上護衛隊に編入。
4月3日、ヒ57船団（9隻）を護衛して門司発。途中、高雄とカムラン湾を経由して、16日シンガポール着。21日、復航のヒ58船団（7隻）を護衛して内地へ向けシンガポール発。
5月3日、六連沖で船団から分離し呉へ回航。8日まで、呉海軍工廠で入渠し船体の修理と整備を行う。出渠後は門司へ回航し、ヒ63船団の編成を待つ。13日、ヒ63船団（11隻）を護衛して門司発。18日、経由地のマニラへ入港。20日、引き続きヒ63船団を護衛してマニラ発。24日からは第15号海防艦とともに船団から離れて対潜制圧を行い、27日にシンガポール着。
6月4日、復航ヒ64船団（4隻）を護衛してシンガポール発。15日に門司へ到着し、呉へ回航。16日から22日まで呉海軍工廠で入渠し、電波探信儀工事と水中探信儀の整流覆装備工事を行う。出渠後門司へ回航し、23日ミ09船団（26隻）を護衛してミリへ向け門司発。29日、経由地の高雄に入港。30日、引き続きミ09船団を護衛して高雄発。
7月3日、経由地のマニラに入港。7日、引き続きミ09船団を護衛してミリへ向けマニラ発。12日、ミリ着。15日、ミシ05船団（5隻）を鳩と護衛してシンガポールへ向けミリ発。19日、シンガポール着。24日、シマ02船団（11隻）を護衛してマニラへ向けシンガポール発。8月5日、マニラ着。
8月9日、マタ26船団（24隻）を護衛して基隆へ向けマニラ発。15日、単艦で左営へ回航。18日、基隆へ回航。20日、タモ23船団（14隻）を護衛して門司へ向け基隆発。26日、門司の手前で船団から分離し佐世保へ回航。27日から29日まで佐世保海軍工廠で入渠し、訓令工事を行う。30日、油谷湾へ回航。
9月1日、さらに佐世保へ回航。2日から5日まで佐世保海軍工廠で入渠し、水中探信儀の整流覆工事を行う。7日、門司へ回航。11日、モタ26船団（19隻）を護衛して門司発。17日、モタ26船団は高雄に到着したが、本艦はヒ74船団と合同のため単艦で船団から分離し、18日に同船団と高雄に入港した。25日、タマ27船団（11隻）を護衛して高雄発。途中サブタン海峡、アパリ、ラボック湾、サンフェルナンドと退避を繰り返し、10月3日までサンフェルナンドで待機。
10月3日、本艦はサンジャックからマニラへ航行中のサマ13船団と合同のため、サンフェルナンドを出港。7日、サンジャック着。サマ13船団は本艦がサンジャックに到着する前に海難に遭遇し出港の見込みが立たないため、本艦はヒ船団護衛のため8日、シンガポールへ回航し、10日着。12日、ヒ76A船団（4隻）を護衛して内地へ向けシンガポール発。15日、サンジャック着。18日、船団はサンジャックを出港したが悪天候のため反転し、20日にサンジャックに入港。22日、再度出港し、31日に六連に到着した。
11月1日佐世保へ回航し、2日から7日まで佐世保海軍工廠で機銃増備と迫撃砲の設置工事を行う。8日三池へ回航し、モマ07船団の編成を待つ。10日、モマ07船団（11隻）を護衛してマニラへ向け三池発。11日、五島列島大瀬崎沖で船団がアメリカ潜水艦群の攻撃を受けて損害を出したため、泗礁山へ退避。本艦は13日に泗礁山に到着し、即日出撃して対潜掃蕩に従事。16日、引き続きモマ07船団を護衛して泗礁山発。途中三門湾を経由し、19日高雄に入港。モマ07船団はここで解列となり、本艦は22日、馬公へ回航。23日には日南水道へ回航してヒ81船団と合同し、25日には同船団とともに馬公に帰着。27日、ヒ81船団を護衛してシンガポールへ向け馬公発。12月4日、シンガポールに到着した。
シンガポール在泊中の12月10日、第一海上護衛隊は第一護衛艦隊に改編。
12日1600、第9号海防艦は海防艦択捉、久米、昭南、第19号海防艦と共にヒ82船団を護衛してシンガポールを出港。17日、船団はカムラン湾に到着。同地で駆逐艦潮を加えた船団は、19日にカムラン湾を出港し、ベトナム沿岸を北上した。21日の朝、船団は米潜フラッシャーに発見される。フラッシャーは船団を追跡。その後フラッシャーは徐々に護衛の薄い方向に回りこんで攻撃態勢に入る。同日、第19号海防艦がシンガポールに向かう特設運送船(給油船)日栄丸（日東汽船、10,020トン）の護衛のため船団から分離し、反転してカムラン湾に向かう。翌22日午前5時頃、第9号海防艦を含む護衛艦5隻全てが船団の近くから離れてしまい、船団は一時的に護衛なしの状態となる。フラッシャーはこの好機を逃さず、北緯15度02分 東経109度08分 / 北緯15.033度 東経109.133度の地点で攻撃を開始した。5時50分、フラッシャーは艦尾発射管から魚雷を4本発射。タンカー音羽山丸（三井船舶、9,204トン）の船尾と中央部に魚雷が1本ずつ命中する。音羽山丸は航空機用ガソリン17,000トンを積んでおり、数百メートルの火柱を上げて炎上しながら、左舷に倒れて船尾から沈没していった。直後の5時51分には2TL型戦時標準タンカーありた丸（石原汽船、10,238トン）の左舷油槽に魚雷が1本命中。ありた丸も搭載していた航空機用ガソリン16,000トンが誘爆。火達磨となって6時22分に沈没していった。6時30分ごろには、フラッシャーは特設運送船(給油船)御室山丸（三井船舶、9,204トン）に対して魚雷を4本発射し、御室山丸の船尾機関室前部に魚雷1本が命中。重油16,000トンを積んでいた御室山丸は黒煙を上げながら沈没した。日本側は機雷敷設区域に入り込んだと考えたため、フラッシャーへの反撃を行わなかった。24日0900、船団は高雄に到着。ここで1TL型戦時標準タンカー橋立丸（日本水産、10,021トン）が、積んでいた航空機用ガソリン17,000トンを台湾の守備隊用に回すことになったため船団から分離。翌25日、航空機用ガソリン8,800トン、錫2,000トン、生ゴム1,000トンを積んだ逓信省標準TM型タンカーぱれんばん丸（三菱汽船、5,237トン）のみとなった船団を護衛して高雄を出港。26日、船団は基隆に寄港。同地で第9号海防艦は船団から分離する。

### 1945年1月-2月 沈没
1945年1月2日、タキ01船団を護衛し金門島へ向け基隆発。4日、金門島着。5日金門島を出港。南日水道を経由し、8日高雄着。9日、高雄在泊中にアメリカ艦上機の攻撃を受け、艦後部に爆弾の直撃を受けて搭載爆雷が誘爆して中破する。駆逐艦朝顔艦長の森栄大尉（海兵63期）の回想によれば、「9号海防艦が後部に小型爆弾1発を受け、爆雷の1個は約30ｍぐらいまっすぐに天に飛び上がるのを見た。私は後部の爆雷全部が誘爆して、後部船体に重大な損傷を発生するのでないかと予想し、ハラハラして見守ったが、次々に起こる爆雷の誘爆は皆上甲板以上に発散し、艦尾の喫水に異状がないのを見てほっと安心し、船体が上甲板上の爆雷の誘爆に対して案外に強いことを知った」という。同日から2月10日まで馬公海軍工作部で入渠し、応急修理と整備を行う。
2月10日出渠し、ホモ01船団と合同のため単艦で高雄発。13日、門司へ向け上海を出発したが、14日に済州島西方北緯33度43分 東経125度37分 / 北緯33.717度 東経125.617度の地点でアメリカ潜水艦ガトーの攻撃を受け、魚雷2本の直撃を受けて沈没した。本艦に同行していた第205号海防艦が爆雷戦後に捜索を行ったが、本艦の生存者を発見することは出来ず、海防艦長の高田長治郎少佐以下乗員全員戦死。
4月10日、第九号海防艦は第一号型海防艦から削除され、帝国海防艦籍から除かれた。

## 海防艦長
艤装員長
1. 高田長治郎 少佐：1944年2月10日 - 1944年3月10日

海防艦長
1. 高田長治郎 少佐：1944年3月10日 - 1945年2月14日 戦死、同日付任海軍中佐